# Buzitka, Lučenec
Buzitka este o comună slovacă, aflată în districtul Lučenec din regiunea Banská Bystrica. Localitatea se află la altitudinea de 205 m deasupra n.m., se întinde pe o suprafață de 13,81 km2 și în 2017 număra 501 locuitori.

## Istoric
Localitatea Buzitka este atestată documentar din 1350.

## Demografie
| An:                | 1994 | 2004   | 2014   | 2024   |
| ------------------ | ---- | ------ | ------ | ------ |
| Număr de persoane: | 542  | 508    | 503    | 453    |
| Diferență:         |      | −6,27% | −0,98% | −9,94% |

| An:                | 2023 | 2024   |
| ------------------ | ---- | ------ |
| Număr de persoane: | 454  | 453    |
| Diferență:         |      | −0,22% |